# Ethelurgus dorsatus
Ethelurgus dorsatus là một loài tò vò trong họ Ichneumonidae.